# Nueva Cáceres
Nueva Cáceres fue una ciudad de Filipinas. Fundada en 1575, honraba con el nombre a Cáceres, ciudad española de la que era natal el gobernador general Francisco de Sande.

## Historia
Fundado en el siglo XVI, el lugar fue capital de la provincia de Ambos Camarines primero y de  la de Camarines Sur después. Aparece descrito en el segundo volumen del Diccionario geográfico, estadístico, histórico de las Islas Filipinas (1851) de Manuel Buzeta Núñez y Felipe Bravo con las siguientes palabras:

NUEVA CACERES: antigua ciudad de la isla de Luzon, provincia de Camarines-Sur, donde la fundó el gobernador D. Francisco Sande para ser cab. de la prov. y del obisp. que conserva su nombre en los documentos, aunque generalmente es llamado de Camarines. No ha quedado de esta ciudad otra cosa que el pueblo de indios llamado Naga, que es la actual cabecera y sede episcopal.
(Buzeta y Bravo, 1851, p. 363)

En 1919, se disolvió y su territorio quedó repartido entre el municipio de Naga y otras localidades.